# 吳兆康
吳兆康（Andy Ng Siu-Hong，1979年—），英国华裔政治人物，自由民主党员，現任英國英格兰伯克郡和景咸區議會議員。2021年前曾在香港长期居住，并曾任香港民主黨成員和中西區區議會半山東選區議員。

## 政治生涯

### 香港
2015年選舉，半山東人口估算約18,828人，其中有6,625位是選民。議席由香港島各界聯合會張翼雄與民主黨吳兆康爭奪，吳兆康於選戰期間一直砲轟張翼雄為「假獨立，真建制」，最終以55票之差險勝對手，為民主派重奪該區議席。值得一提的是，半山東選區包括香港禮賓府，是時任行政長官梁振英所屬的選區，而票站高主教書院更是吳兆康的母校。吳兆康亦與毗鄰的中環選區許智峯更被傳媒稱二人為民主黨的「中區孖寶」。
2019年選舉，本區向東華選區劃出一個街區，以增加讓區人口，吳兆康競逐連任，民建聯則派出莫淦森挑戰。結果吳兆康取得57%選票成功連任。
2021年4月29日，吳兆康在Facebook宣佈辭任中西區區議員，5月起生效。隨後賣掉香港物業攜家於同年年中移居英國雷丁。

### 英國
吳兆康移居英國後開始加入當地組織幫助移英港人，並於2023年加入自由民主黨。
2024年年初獲推舉參選和景咸區議會2024選舉。
2024年5月2日，英國舉行和景咸區議會選舉，翌日完成點票程序後，官方宣布吳兆康在Maiden Erlegh & Whitegates選區以1,162張選票排名第三，當選禾京咸自治市鎮議會議員。 吳兆康是繼唐瑩後第二位成功當選英國地方議會議員的香港人，也是首位當選英國地方議會議員的前香港區議員。